# Lúcia McCartney (minissérie)
Lúcia McCartney é uma minissérie brasileira produzida pela GNT e exibida entre 21 de novembro de 2016 e janeiro de 2017.
Escrita por José Henrique Fonseca e Gustavo Bragança, tendo por base a obra de Rubem Fonseca, e dirigida por José Henrique Fonseca.
A série se destacou por mostrar o primeiro nu frontal do ator Eduardo Moscovis.

## Enredo
Lúcia é uma jovem de 18 anos que gosta de curtir a vida e também é garota de programa. Entre sua paixão pelos Beatles, o programa de Big Boy e escrever cartas para Paul McCartney, seu diário e a rotina de clientes frios, tudo muda quando se apaixona por José Roberto, misterioso sócio de uma gravadora.

## Elenco
- Antônia Morais - Lúcia McCartney
- Eduardo Moscovis - José Roberto
- Mariana Lima - Eleonor
- Guilherme Weber - Felipe
- Mariah Rocha - Marta
- Dudu Azevedo - Germano
- Alessandra Negrini - Júlia
- Aury Porto - Ciro
- Priscila Reis - Liza
- Bernardo Mendes - Domingos
- Cláudio Mendes - Renê
- Paulo Reis - Augusto
- Oberdan Júnior - Dantas
- Antonio Carrara - Vitor
- Eduardo Tornaghi -  Miguel
- Álamo Facó -  Sérgio